# دینک تمپلتون
دینک تمپلتون (انگلیسی: Dink Templeton; ۲۷ مهٔ ۱۸۹۷ – ۷ اوت ۱۹۶۲) بازیکن راگبی ۱۵ نفره اهل ایالات متحده آمریکا بود.
وی در مسابقات کشوری و بین‌المللی در مجموع برندهٔ ۱ مدال طلا شده‌است.

## زندگی شخصی
تمپلتون در شهر هلنا در ایالت مونتانا، به دنیا آمد و در دبیرستان پالو آلتو، واقع در شهر پالو آلتو تحصیل کرد. او در دانشگاه استنفورد تحصیل کرد و در آنجا در تیم های فوتبال و راگبی ۱۵ نفره بازی کرد. او هر دو مدرک کارشناسی خود به همراه کارشناسی حقوق را از این دانشگاه دریافت کرد.

## المپیک
در سال 1920، تمپلتون در رشته‌های راگبی و پرش طول عضو تیم المپیک ایالات متحده بود.